# Teedia pubescens
Teedia pubescens är en flenörtsväxtart som beskrevs av William John Burchell. Teedia pubescens ingår i släktet Teedia och familjen flenörtsväxter. Inga underarter finns listade i Catalogue of Life.